# Exilisciurus concinnus
Exilisciurus concinnus is een eekhoorn uit het geslacht Exilisciurus die voorkomt op de Filipijnse eilanden Mindanao, Basilan, Biliran, Bohol, Dinagat, Leyte, Samar en Siargao (allemaal in Groot-Mindanao). Deze soort komt voor van zeeniveau tot op 2000 m hoogte in primair en secundair laagland- en bergregenwoud. Op middelgrote hoogte is deze soort waarschijnlijk het meest algemeen.
Dit dier heeft een egale, olijfkleurige vacht. Dieren uit Mindanao zijn iets groter dan hun soortgenoten uit de eilanden ten noorden van Mindanao. Voor dieren uit Mount Kitangland op Mindanao, twee in getal, bedraagt de totale lengte 163 tot 167 mm, de staartlengte 69 tot 74 mm, de achtervoetlengte 27 tot 28 mm, de oorlengte 12 mm en het gewicht 25 tot 35 g. Op Dinagat en Siargao bedraagt de totale lengte 138 tot 161 mm, de staartlengte 59 tot 71 mm, de achtervoetlengte 24 tot 27 mm, de oorlengte 1o tot 12 mm en het gewicht 24 tot 26 g. Bij drie van hun soortgenoten uit Leyte bedraagt de totale lengte 159 tot 160 mm, de staartlengte 69 tot 71 mm, de achtervoetlengte 25 tot 27 mm, de oorlengte 11 tot 12 mm en het gewicht 29,7 g. Bij een exemplaar uit Biliran bedraagt de totale lengte 172 mm, de staartlengte 75 mm, de achtervoetlengte 25 mm, de oorlengte 12 mm en het gewicht 32,0 g.
E. concinnus eet plantaardig materiaal en larven van geleedpotigen. Een vrouwtje dat in mei op Mount Kitanglad werd gevangen, was zwanger van een jong, dat 12 mm groot was. De typelocatie is Isabela City op Basilan; synoniemen zijn luncefordi Taylor, 1934, samaricus Thomas, 1897 en surrutilus Hollister, 1913.